# Treriksröset

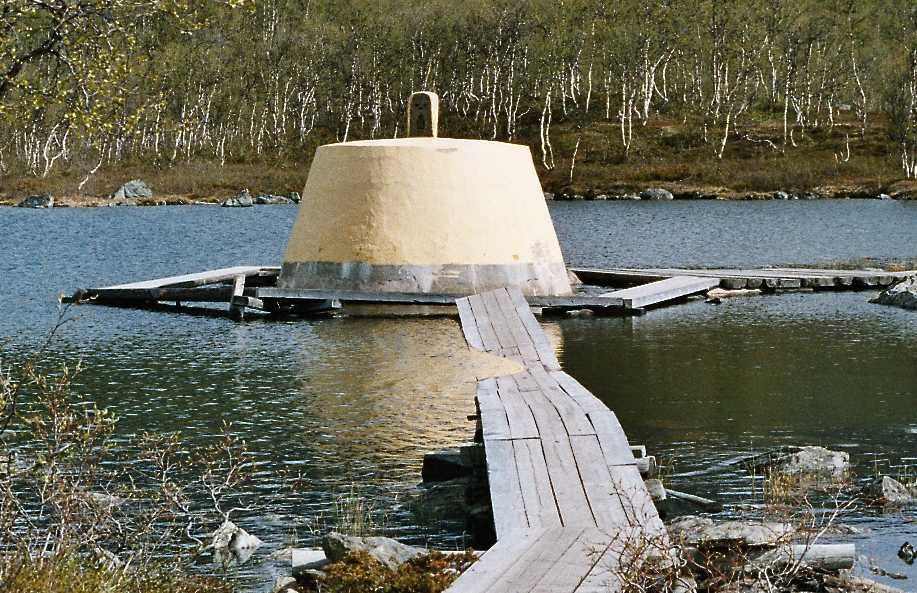
Treriksröset vid gränspunkten Norge-Sverige-Finland, är världens nordligaste trelandspunkt.

Treriksröset (norska: Treriksrøysa, finska: Kolmen valtakunnan rajapyykki och nordsamiska: Golmma riikka urna), är ett riksröse vid den punkt där gränsen mellan de tre länderna Sverige, Norge och Finland sammanfaller. "Röset" är i själva verket en betongklump gjuten 1926, som ligger tio meter från stranden i sjön Koltajaure (även stavad Golddajávri).

## Beskrivning
Treriksröset är världens nordligaste trelandspunkt. Treriksröset är både Sveriges nordligaste punkt och finländska fastlandets västligaste punkt (men för hela Finland är det ön Märket, väster om Åland). Röset är också en del i EU:s yttre gräns då Finland och Sverige, men inte Norge, är medlem. Genom att de tre länderna är med i Schengensamarbetet, med fri gränspassage, är det tillåtet att gå runt röset trots det inte finns några officiella gränsövergångar här. Vid Treriksröset möts två olika tidszoner: centraleuropeisk tid (CET) för Sverige och Norge och östeuropeisk tid (EET) för Finland.
Vid Treriksröset möts kommunerna Enontekis, Kiruna och Storfjord.
För att ta sig till Treriksröset kan man utgå från Kilpisjärvi i Finland och åka båt över sjön Kilpisjärvi till Koltaluokta och sedan vandra cirka tre kilometer. Det finns även en vandringsled från Kilpisjärvi runt sjön (cirka elva kilometer), genom Malla naturreservat. Vandringsleden ingår i Nordkalottleden. Också norska Goldahytta ligger cirka tre kilometer bort, och därifrån leder en vandringsled på den norska sidan till Europaväg 8 (likaså en dryg mil). Närmaste väg i Sverige kopplad till vägnätet ligger cirka 70 kilometer bort (i Pulsujärvi). 
Från Treriksröset kan man se ett flertal norska fjäll, bland annat Bárrás, Márkos-Malla och Golddabákti. Inte så långt ifrån "röset" ligger det som för länge sedan var trelandspunkten mellan Sverige, Norge och Finland - Kuokimmuodka (alternativt riksröse 294).

## Historik
Det finns flera äldre rösen i närheten av platsen. Det tidigaste (riksröse 294) restes på 1760-talet och var då ett vanligt riksröse på land längs gränslinjen mellan Sverige och Danmark-Norge, eftersom den svenska gränsen, då dagens Finland var en del av Sverige, mot Ryssland gick mycket längre österut, öster om Finland. År 1809 överfördes Finland till Ryssland och då blev det en gränspunkt mellan tre länder på denna punkt. Gränsen Sverige–Finland beslutades gå i vattendraget, och gränspunkten, skärningspunkten mellan vattendraget och svensk-norska gränsen fick ingen markering på många år. Det nuvarande cementröset (riksröse 293B) ställdes upp 1926 och ligger cirka 150 meter väster om det gamla röset från 1760-talet på land vid Kuokimmuodka som då tidigare ansågs vara gränspunkten mellan länderna.
Under andra världskriget, (hösten 1944), var en OSS-bas kallad "Sepal I" upprättad i Svenska turistföreningens Pältsastuga.
Då Lapplandskriget tog slut 27 april 1945 i och med att tyskarna drog sig undan till Norge från Kilpisjärvi, reste finska soldater Finlands fana vid Treriksröset.  
Kung Carl XVI Gustaf var här 1993 för att inviga Nordkalottleden. Kronprinsessan Victoria besökte platsen våren 2005 för att inviga en snöskoterled namngiven efter henne.